# Iglesia de San Andrés Apóstol (Navalmoral de la Mata)
La iglesia parroquial de San Andrés es el monumento más cualificado del municipio español de Navalmoral de la Mata, no solo por su arquitectura sino por otros elementos valiosos integrados en ella, como son el Retablo Mayor y el órgano, entre otros.
La iglesia que hoy contemplamos plantea numerosos interrogantes no solo por la falta de documentación al respecto sino por las diferencias estilísticas observables en el edificio, que no obstante es un conjunto armonioso.
Se puede afirmar con certeza que su construcción se debe a la iniciativa o al mecenazgo del obispo placentino D. Gutiérrez de Vargas y Carvajal (1524-59).
La iniciativa o mecenazgo del obispo Vargas Carvajal queda patente ya que sus armas heráldicas aparecen en los contrafuertes del ábside, en los medallones de la bóveda de la Capilla Mayor, en las portadas norte y sur, en el esquinazo SO. De la fachada y en la clave de uno de los arcos transversales de la nave. Pero estos blasones plantean un problema cronológico de amplio espectro no circunscrito a los años de su pontificado (1524-59). En efecto, los escudos son de tipos diferentes: pasan del escudo-escudo con la base semicircular en el ábside y capilla mayor hasta el tipo de cartela en el esquinazo de la fachada, pasando por el tipo lobulado de la base conopial de las portadas. Por sus características se pueden definir tres momentos diferentes: el del ábside es de la primera mitad de siglo XVI, los de las portadas de las 2.ª mitad del XVI y el de la fachada del XVII. La conclusión es clara: la iglesia no se construyó en una sola época, la del pontificado de Vargas y Carvajal por más que solo aparezcan en ella los blasones de este obispo. Con esto concuerdan los diferentes estilos que se observan en el monumento: gótico de crucería en la Capilla Mayor; plateresco en las ménsulas de los arcos transversales que son de ojiva muy abierta, casi de medio punto, y en las portadas. Por todos estos datos se puede afirmar que la iglesia no quedó totalmente terminada hasta comienzos del siglo XVII. Confiemos que algún día se podrá porque se siguieron poniendo los blasones del obispo Carvajal años después de su muerte. Como hipótesis hay que pensar en alguna cláusula testamentaria referente a esta iglesia y a la continuación de las obras.
En el arco carpanel del porche de la portada norte hay la siguiente inscripción: “AÑO/1666”, que da fe del año en que se construyeron estos arcos de las fachadas laterales de la iglesia. Los porches laterales tuvieron cubierta de madera y teja hasta los años 1779-1780, en que se los dotó de bóveda de ladrillo.
También en la fachada sur, sobre el contrafuerte más cercano al ábside hay esgrafiado sobre mortero de cal un reloj de sol. Este es sin duda el primer reloj público que tuvo Navalmoral de la Mata, realizado en el siglo XVI, como ya hemos dicho, ya que se lee en él la fecha 1577. Puede aventurarse que se eligió este contrafuerte y no otro de la misma fachada porque estaba frente al mesón de Navalmoral, lugar de para de los viajeros que transitaban por el camino real Madrid-Badajoz.
En 1725 se construye el chapitel de la torre, que quedó dotado de “jarras”, balaustres cerámicos semejantes a los que decoran el Palacio de las Veletas de Cáceres, piezas realizadas en los alfares talaveranos. El autor de esta obra fue el trujillano Bartolomé Jerez, maestro de arquitectura. Ese mismo año se enladrilla el suelo de la iglesia.
La sacristía fue profundamente modificada y ampliada, dotándola de bóvedas de ladrillo y amplia puerta adintelada con valiosa obre de carpintería. Esta obra se realiza en 1739-41 y se completa en 1767. El actual bautisterio se construyó en 1778, habiéndose autorizado su construcción en la Visita de 1775, donde se manda que se “haga capilla separada para la pila de bautismo poniéndola entre los dos estribos que corresponden al órgano, en la parte de afuera haciéndola de bóveda para mayor seguridad y aseo, y para poner sobre ella los fuelles del órgano para su mejor conservación y permanencia con debido arreglos y para romper la pared, para su entrada y ponerle la reja de madera con que este reservada y hacer Alazena”. El costo total de la obra fue de 3.417reales de vellón. Pero la ubicación definitiva no fue la indicada, sino cerca de la sacristía, tal vez por aprovechar algún muro de la misma para menor costo de la obra.
En 1779 se realiza la bóveda de la portada sur. En 1780 se terminan los portales norte y sur. En 1789 se realiza la ventana de la Capilla Mayor, a base de ampliar la muy pequeña que había y que por su poca luz debía dar a este lugar un aspecto un tanto tenebroso. En la visita de 1790 se manda que se haga la bóveda y el chapado de la puerta del Norte y en lo nichos de esta y del mediodía se pongan las imágenes de San Andrés y de Nuestra Señora, de piedra fina o mármol si le hubiere. Pero estas imágenes no se llegaron a realizar.
En 1789 ya había re reloj en la torre. En 1830, la parroquia insiste en la realización de obras complementarias de seguridad que eviten accidentes de las pesas del reloj, obre que estaba a cargo del ayuntamiento. Cuatro años después, en 1854, la torre fue profundamente modificada y perdió su chapitel y los balaustres cerámicos que la decoraban: se la realzó dos varas más para servir de parapeto “para defenderse de las invasiones facciosas”
Finalmente, convendrá recordar que la nave, de hoy de bóveda de ladrillo, estuvo originariamente cubierta de artesanado de madera de cinco lados, descansando en los arcos transversales. Así las reseñas J.R. Mélida en el catálogo monumental de la provincia de Cáceres, editando en 1924.

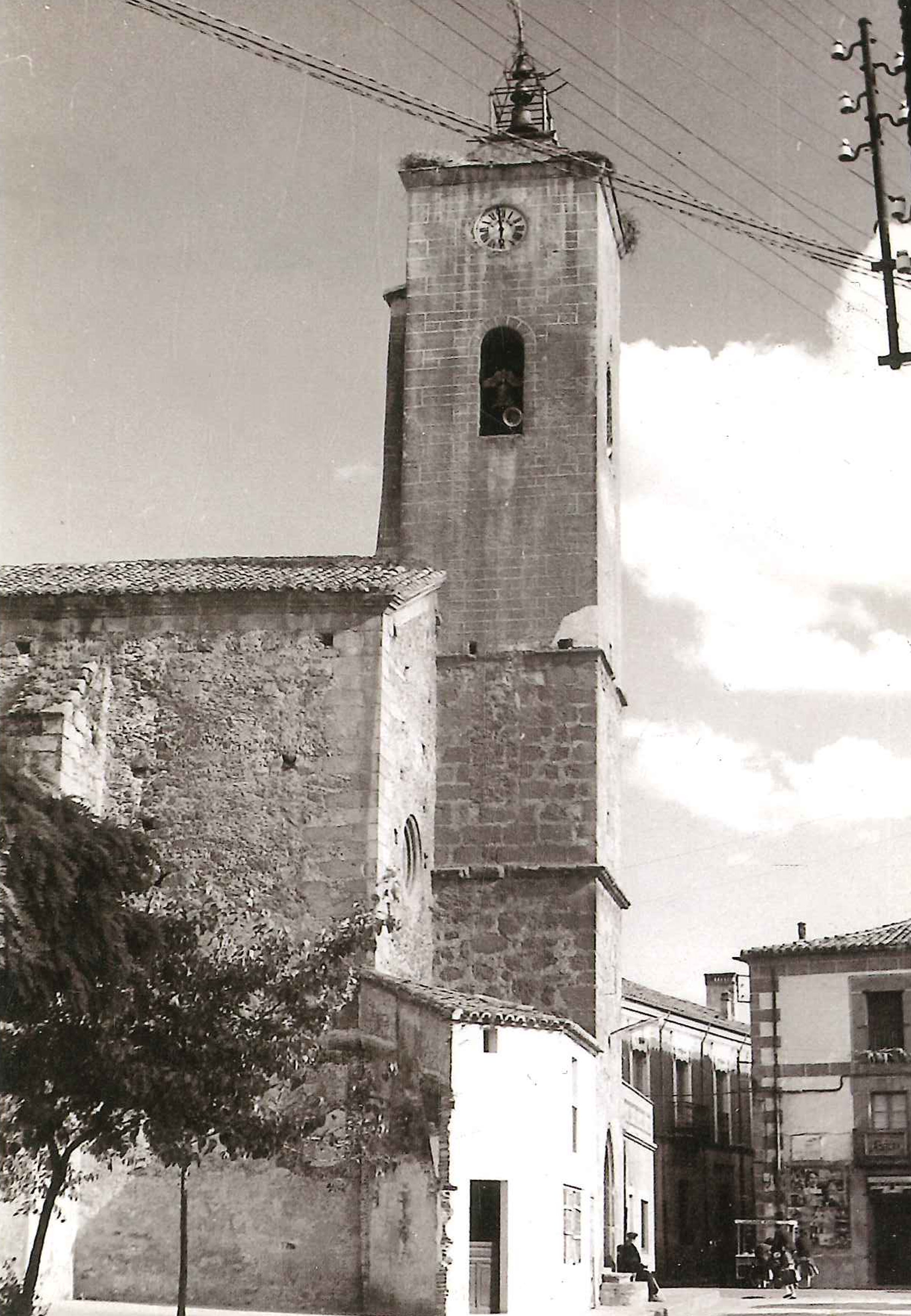
Iglesia parroquial San Andrés Apóstol (Navalmoral de la Mata)

## Paralelos
En esta iglesia se observan dos proyectos diferentes y por lo tanto de dos autores distintos:
Un primero proyecto corresponde a la capilla mayor que no sólo abarca el ábside sino un espacio cuadrado correspondiente a la nave. Por sus características parece obra de la mitad del siglo XVI, y su autor ciertamente anónimo, manifiesta una concepción arquitectónica más bien conservadora. Posiblemente su autor es un maestro de cantería de segunda fila y por ello más difícil de identificar. Por alguna razón desconocida, este proyecto sufrió una notable modificación.
Se podría aventurar la hipótesis de que la cabecera de la iglesia fuera dirigida por el lego dominico Fray Martín de Santiago, que intervino en la construcción del puente de Albalat (Almaraz) (1535-1539)
El segundo proyecto parte de una concepción distinta: se mantiene el criterio de una nave única, pero más ancha y capaz y se opta por la construcción más rápida y barata. Así, la pesada, lenta y costosa bóveda de crucería se sustituye por una cubierta de artesonado apoyada en ágiles arcos transversales. Falta también la documentación al respecto, pero claros paralelos arquitectónicos entre la iglesia de Navalmoral y otras de la diócesis placentina, principalmente con la parroquia de Jaraicejo. Así ocurre con las portadas de ambas iglesias y con la temática decorativa de la ménsulas moralas que aparece en las molduras de un gran ventanal circular en Jaraicejo. Estas clarísimas semejanzas induce a pensar que el autor de ambas iglesias es el mismo: el trujillano Sancho de Cabrera (1500-1574). No obstante cabe la duda de que él mismo culminara su propio proyecto en Navalmoral, tras la muerte del obispo Vargas Carvajal (a.1569).

## El Retablo Mayor

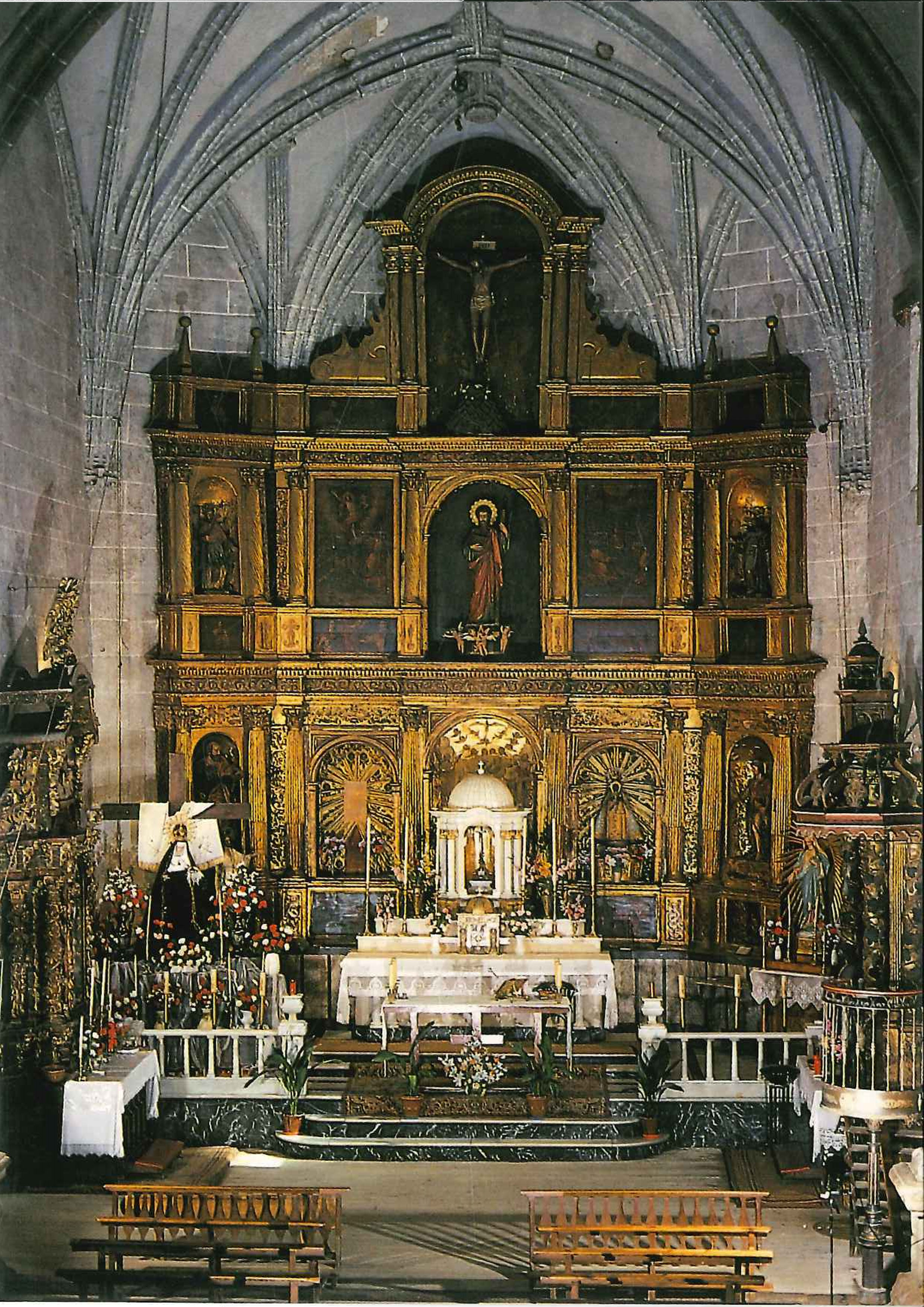
Retablo Mayor de la Iglesia parroquial San Andrés Apóstol

Un retablo como el de San Andrés, aparte de ser un conjunto notable que forma toda una unidad, es un pequeño museo por los elementos arquitectónicos, escultóricos y pictóricos que lo integran.
El Retablo Mayor es de madera sobredorada. Consta de dos cuerpos y ático.  Está dotado de columnas estriadas, rematas en capiteles crintio. Consta de cinco calles o intercolumnios, ocupados por sendas hornacinas en los laterales con imágenes de talla y cuadros pintados al óleo en los intermedios. Su estilo renacimiento se puede datar a finales del siglo XVI o principios del XVII.
Su arquitectura se conserva prácticamente íntegra y en bastante buen estado, aunque algo desplomada, pero la imaginería que la decora ha sufrido pérdidas y traslaciones. Así ha desaparecido la imagen de San Pablo Apóstol que hacía pareja con la de San Pedro de las dos imágenes de talla del cuerpo superior solo que la de San Juan Bautista, que tampoco ocupa su lugar primitivo. De los cuatro cuadros al óleo sobre lienzo con temas del evangelio, solo se conservan los del cuerpo superior representado la Resurrección de Cristo y la Venida del Espíritu Santo; los del cuerpo inferior ha desaparecido, sustituidos por sendos arcos donde están ubicados el Cristo de Medinaceli y la Virgen de Guadalupe. Sus temas acaso eran la Anunciación y el Nacimiento. En el centro del cuerpo superior estaba otro cuadro, representando al apóstol San Andrés, rematado en semicírculo, cuadro que se conserva en la sacristía, tan retocado que ha perdido su carácter original.
Las que se conservan íntegras son doce tabla apaisadas con temas iconográficos de santos emparejados y representados en busto. Pero la pintura está tan ennegrecida que hace muy difícil la identificación de los personajes representados. En uno aparece Santa Catalina de Siena, dominica canonizada en 1461; una prueba más de la influencia de los dominicos del convento de Aldeanueva en Navalmoral durante la segunda mitad del siglo XVI y primeras décadas del XVII.
Todos estos datos revelan la vicisitudes por las que atravesó el retablo. Consta que en trienio 1721-1723, se restauró el Retablo, tantos sus pinturas como sus tallas, que habían sufrido deterioro, restauración posiblemente poco acertada, por lo que las pinturas a juicio de Mélida “parecen de escaso valor”, juicio que ha de rectificarse ya que un detenido examen revelan que son ciertamente de mérito. Es de esperar que una oportuna y adecuada restauración ponga en valor esta obra de arte.

## El órgano
El órgano es un instrumento musical comparable a toda una orquesta por la riqueza de su sonido. El órgano de tubos de San Andrés es sin duda, el mejor instrumento musical que hoy posee Navalmoral de la Mata.
El órgano moralo consta de 54 teclas y sus 16 registros son: Octava Nasarda, Orlos, Lleno, Clarín de bajos, Quincena, Décimo-novena, Bajoncillo, Tremolo, Quincena nasarda, Flautado violón, Flauta principal, Trompeta 1.ª, Trompeta 2.ª, Trompeta-eco, Trompeta-magna y Cornetas.
Hay documentación suficiente para saber la fecha de construcción, el organero que la construyó y el costo a que ascendió su realización.
El maestro organero Francisco Yustas vivió en Navalmoral durante dos años (1758-9), durante los cuales llevó a cabo la construcción del órgano moralo. El costo del órgano se elevó a 38.133rs.vn y 10mrs. El organero había realizado doce años antes el órgano del convento de Sta. Clara de Cáceres y otros en Plasencia y Coria.
El órgano moralo ha tenido a lo largo de los años diversas restauraciones y afinaciones. En la Visita de 1806 se manda que se componga el órgano, lo que evidencia que en esa fecha se había abandonado su cuidado y estima. Pero la restauración no se hizo hasta 1843, según consta en una inscripción que hay en el mismo órgano. La última restauración conocida fue la realizada por el alemán Francisco Arold en 1914. Pero hoy está necesitando una reparación a fondo para poder gozar de todos sus valores musicales.

## Otros pormenores de la iglesia
El tornavoz del público es de 1783-1785, según consta en el Libro II de Fábrica. Fue realizado por Gabriel Lozano, carpintero, dorado por Juan Bautista. Costó 1.200 rs.vn.
Los dos retablos laterales de la Capilla Mayor, del Rosario y de Cristo amarrado a la columna, pueden fecharse en la primera mitad del siglo XVII. Fueron dorados en 1795 por Josef Vitorino Prohenza, maestro dorador, que cobró 1.337 reales. Ambos retablos barrocos están coronados por el escudo dominico.
Un pormenor interesante, ya desaparecido, fue el Sagrario, que estaba situado al lado del Evangelio, obra del siglo XVI. Era una hornacina de estilo plateresco, con doselete en forma de concha, coronada por agudo frontón, que descansaba sobre columnas abalaustradas. Desapareció después de 1924, ya que Mélida lo recoge en el Catálogo Monumental de Cáceres.